# Camp Slaughter

Camp Slaughter est un film américain réalisé par Alex Pucci, sorti en 2005.

## Synopsis
Camp Hiawatha, 1981. Deux jeunes gens sont assassinés par un tueur inconnu. Vingt-quatre ans plus tard, quatre amis (Angela, Jen, Mario, and Vade) se rendant à Boston se perdent dans la région et leur voiture tombe en panne, ainsi que tout leur équipement électronique. Ils entendent des hurlements dans la forêt et décident de passer la nuit dans le véhicule. Au matin, ils sont trouvés par des campeurs et du personnel du camp Hiawatha qui les invitent à rester. Les quatre jeunes gens se rendent très vite compte que les gens et les objets ont l'air tous droits sortis des années 1980.

## Fiche technique
- Titre : Camp Slaughter
- Réalisation : Alex Pucci
- Scénario : Draven Gonzalez
- Production : Alex Dove, Pete Jacelone et Alex Pucci
- Société de production : Screamkings Productions
- Budget : 100 000 dollars (76 000 euros)
- Musique : Brad Fowler
- Photographie : Pete Jacelone et Jonathan Williams
- Montage : Inconnu
- Direction artistique : Michelle Sherwood
- Costumes : Dawn A. DeWitt
- Pays d'origine : États-Unis
- Format : Couleurs - 1,66:1 - Stéréo - DV
- Genre : Comédie, horreur
- Durée : 108 minutes
- Date de sortie : 20 juin 2005 (États-Unis)
- Interdit aux moins de 12 ans

## Distribution
- Kyle Lupo : Daniel
- Anika C. McFall : Jen
- Matt Dallas : Mario
- Joanna Suhl : Angela
- Miles Davis : Ruben
- Eric McIntire : Vade
- Jon Fleming : Ivan
- Bethany Taylor : Michelle
- Brendan Bradley : Paul Marq
- Jim Hazelton : Lou
- Jessica Sonneborn (en) : Elizabeth
- Ashley Gomes : Nichole
- Ikaika Kahoano (en) : Patrick
- Troy Andersen : Tommy
- Philip Jess : Jay

## Autour du film
- Les scènes du camp d'été furent tournées à Porter, dans le Maine.
- Tout d'abord directement commercialisé par Screamkings sur son site Internet sous le titre Camp Daze, le film connu par la suite une distribution nationale (États-Unis) en DVD par Lightning Home Entertainment, sous le titre Camp Slaughter, avec un nouveau montage d'une durée de 94 minutes[1].
- Le cinéaste a déclaré[2] avoir eu l'idée de son film après avoir regardé Jason X (2001), et plus précisément la scène où un hologramme du camp d'été Crystal Lake est recréé autour de Jason Voorhees.